# 拉基夫卡 (別里斯拉夫區)
拉基夫卡（烏克蘭語：Раківка），是烏克蘭南部赫爾松州別里斯拉夫區别里斯拉夫市镇内的村落。始建於1978年，面積143.7平方公里，海拔高度52米，2001年人口438，人口密度每平方公里3.1人。